# Jessalyn Gilsig
Jessalyn Gilsig (30 de noviembre de 1971, Montreal, Quebec) es una actriz de cine y televisión canadiense. Entre sus papeles más conocidos se encuentran los de las series de televisión Nip/Tuck, Héroes y Glee, donde interpreta a Terri Schuester/Del Monico y en Vikingos, donde interpreta a Siggy.

## Filmografía
- Mascarade (1984, voz)
- The Journey Home (1989)
- Jacknife (1989)
- Gulliver's Travels (1992, voz)
- Quest for Camelot (1998, voz)
- The Horse Whisperer (1998)
- Boston Public (44 episodios, 2000 – 2002)
- Nip/Tuck (17 episodios, 2003 - 2008)
- See This Movie (2004)
- Prison Break (4 episodios, 2005)
- Law & Order (1 episodio, 2006)
- Friday Night Lights (6 episodios, 2007 - 2008)
- CSI: Nueva York (3 episodios, 2008)
- Héroes (2007)
- Friday Night Lights  (2008)
- Glee (20 episodios, 2009 - 2011, 2012, 2015)
- The Stepfather (2009)
- Fifty-nothing (2011)
- Smart Cookies (2012)
- Prom Night (2008)
- Vikings (2013 - 2015)
- Big Shot: Entrenador de elite (2021 - Actualidad)